# Geografía de la población

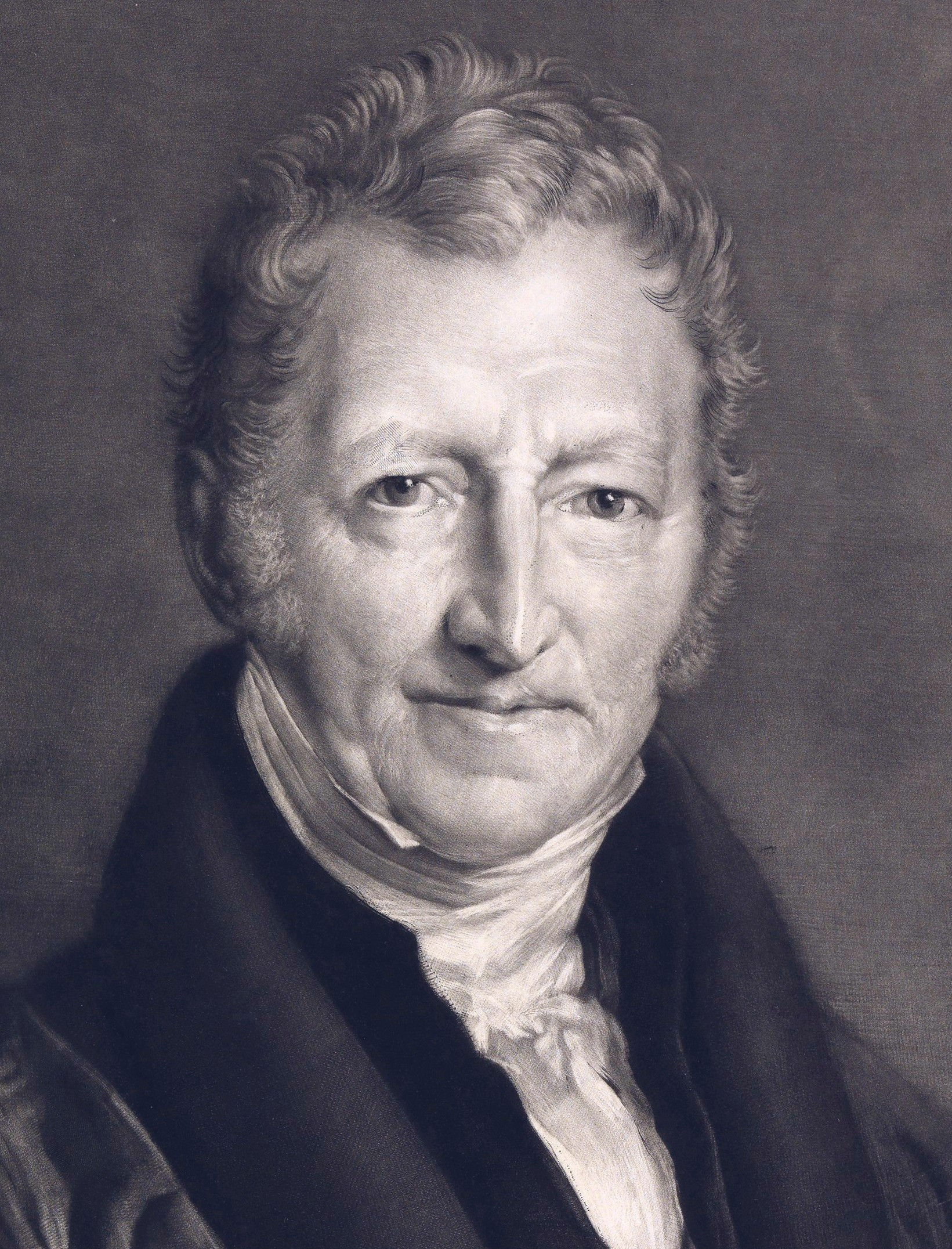
Thomas R. Malthus, con su obra Ensayo sobre el principio de la población fue el que inició a fines del, el estudio de la población, dando pie al inicio de la ciencia demográfica.

La geografía de la población es una rama de la geografía humana que estudia los patrones o estructuras espaciales de los fenómenos demográficos de la población humana y los procesos de variación de los mismos a través del tiempo.
Entre estos fenómenos demográficos se pueden señalar:
- Distribución espacial (geográfica) de los seres humanos.
- Crecimiento de la población tanto a escala mundial como regional o local. Factores demográficos determinantes del crecimiento demográfico (natalidad, fecundidad, mortalidad, esperanza de vida, movimientos migratorios).
  - Tasa de crecimiento demográfico
  - descenso de la población
- Estructura de la población (Composición según edad y sexo, envejecimiento demográfico, composición socio-profesional de la población, estructura educativa, etc.)
- Movilidad de la población (Migraciones) en el espacio y a través del tiempo.
- Población y recursos, temas que sirven de base inicial a la Geografía económica y a la Geografía del desarrollo.

## Demografía y geografía de la población

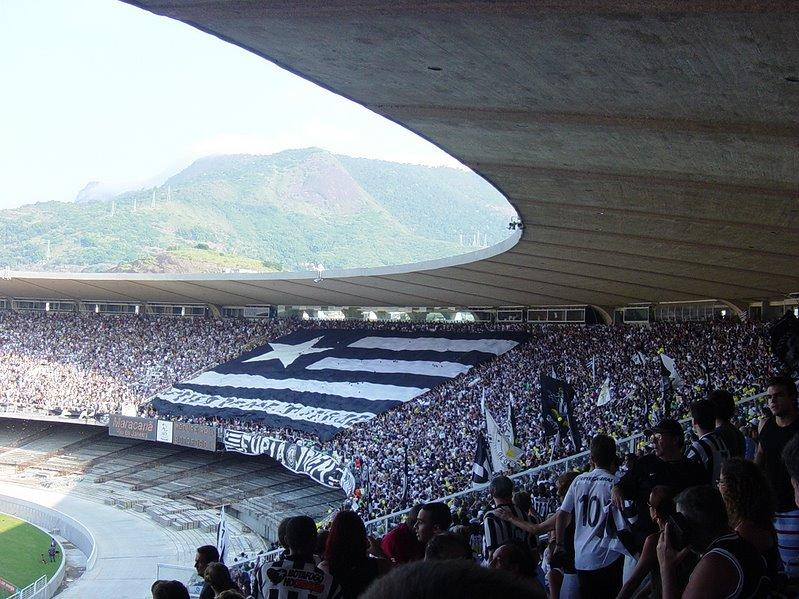
Concentración de gente en el estadio Maracaná, en Brasil.

La geografía de la población se encuentra estrechamente relacionada con la demografía en cuanto a los contenidos, métodos y objetivos, pero con una diferencia importante en cuanto al enfoque, ya que la demografía estudia la población desde el punto de vista cuantitativo y estadístico mientras que la Geografía de la población, también llamada algunas veces Demogeografía, la estudia desde el punto de vista espacial o geográfico. La concepción de la demografía como una ciencia estadística está recogida en la clasificación decimal Dewey de las bibliotecas, en la que la demografía aparece como una parte de las obras de estadística; en cambio, la geografía de la población está entre los temas geográficos. Se podría considerar a la demografía como una ciencia auxiliar de la geografía de la población, tomando en cuenta que los conceptos demográficos más importantes como sucede con los censos, registro civil, crecimiento y decrecimiento demográfico, tasa de natalidad (y también de mortalidad, mortalidad infantil, analfabetismo, entre otros,), se emplean con el fin de analizarlos geográficamente para determinar semejanzas y diferencias entre las distintas áreas o regiones geográficas.
La Geografía de la Población es el estudio de las poblaciones humanas; su composición, el crecimiento, la distribución, y los movimientos migratorios. Esta rama de la Geografía Humana contribuye al conocimiento del campo interdisciplinar de la demografía, a través del análisis de las implicaciones espaciales en el entendimiento de las problemáticas demográficas concretas, como comportamientos reproductivos, movimientos migratorios y envejecimiento de la población.

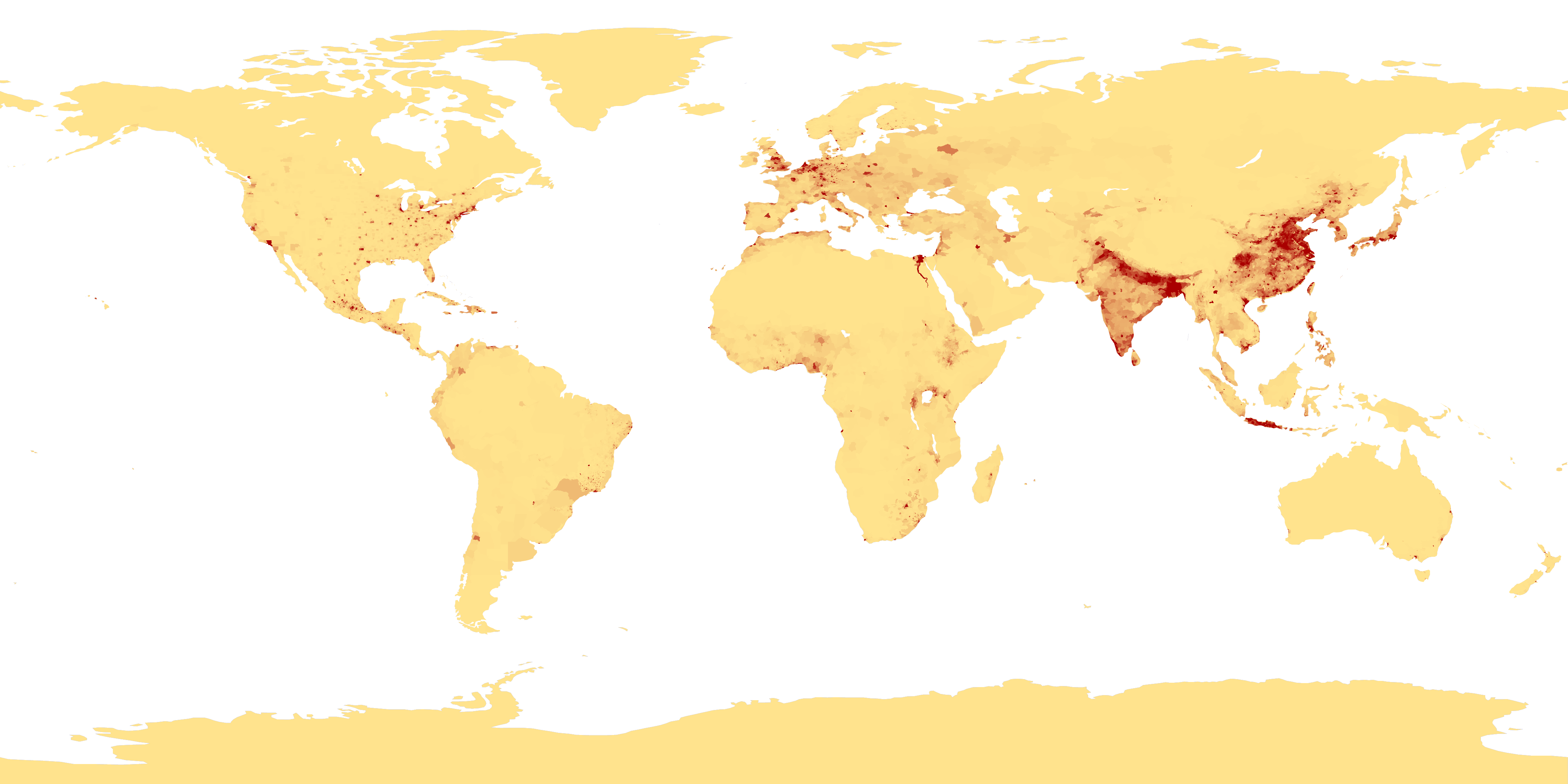
Un mapamundi con la densidad de población nos muestra de manera aproximada la distribución espacial de los seres humanos sobre la superficie terrestre.

## Evolución histórica de la geografía de la población
La Geografía de la población es una disciplina relativamente reciente, aunque tiene precedentes bastante antiguos, en el siglo XVIII y aún antes. Los escritos de geografía durante la época clásica de Grecia ya hacían referencia a los pueblos que habitaban la superficie terrestre y a lo numeroso de sus pobladores. También los cronistas de Indias se encargaron de levantar una especie de censos de población indígena con el fin de establecer los repartimientos de tierra y las encomiendas de indígenas: las encomiendas más ricas eran las que mayor número de indígenas tenían. Y en el siglo XVIII aparecieron numerosas enciclopedias geográficas que solo servían para incorporar datos diversos, fueran de la población de cada zona, región o ciudad, pero también aparecieron estudios más científicos de las características de dicha población de acuerdo con lo que se ha definido como el siglo de la Ilustración: tal es el caso de la obra cumbre de Antonio José Cavanilles, las Observaciones sobre la Historia Natural, Geografía, Población y Frutos del Reino de Valencia y, ya en el siglo XIX, obras de Humboldt, Madoz y muchas otras. La idea de que el país más rico era el más poblado continuó hasta bien entrado el siglo XIX, como puede verse en la Gaceta de Madrid, la precursora del Boletín Oficial del Estado (B.O.E.) cuando se refiere a la población de Cuba, destacándose su superioridad con respecto a algunos estados norteamericanos, por el hecho de que Cuba tenía una densidad de población superior, en uno o dos habitantes por milla cuadrada, a la de dichos estados
En el campo de la demografía se escribieron obras que se pueden considerar como las iniciadoras de esta disciplina, en especial, la obra más importante de Malthus, su Ensayo sobre el principio de la población publicada en el siglo XIX, pero que no se podían considerar como obras que desarrollaron el campo de la Geografía de la población. Se podrían citar como excepción a la regla los dos ensayos de E. G. Ravenstein en Inglaterra que denominó Las leyes de las migraciones, en las que estudia comparativamente los patrones geográficos de las migraciones (desde dónde se emigra más, cuáles son las zonas que reciben más inmigrantes, cuál es el sexo que predomina en las migraciones cortas y largas, de dónde proceden la mayor cantidad de inmigrantes según la distancia de su desplazamiento, etc). Como vemos, estos ensayos pueden ser calificados como netamente geográficos o demogeográficos ya que enfatizan más los movimientos geográficos de la población que los datos estadísticos de la propia población.
Pero no es sino hasta el siglo XX cuando aparecen estudios de Geografía de la población con este mismo nombre, siguiendo un planteamiento de Glenn Thomas Trewartha de 1953 (). En esta investigación, Trewartha documenta la necesidad que existe de una disciplina como es la Geografía de la población, y fue uno de los primeros geógrafos en escribir una obra con dicho título (). Entre las primeras obras de Geografía de la población que aparecieron pueden citarse las de Wilbur Zelinsky y John I. Clarke. El propio Clarke () ha señalado como la obra inicial más importante en el campo de la Geografía de la población a la de Zelinsky () en la que indica una importante bibliografía inicial para desarrollar el estudio de dicho campo.

## Distribución geográfica de la población

Países según su densidad de población.

La población humana jamás ha estado uniformemente repartida sobre la superficie terrestre, en primer lugar, porque el medio natural no ofrece las mismas cantidades de recursos naturales y por lo tanto, son distintas las condiciones de habitabilidad en todas partes, y en segundo porque el progreso tecnológico, que tampoco se distribuye por igual sobre la superficie terrestre, tiende a originar una creciente concentración de la población en las áreas urbanas. Es por ello que la población de las sociedades primitivas, con un nivel tecnológico más bajo, se distribuye mucho más equitativamente sobre el territorio donde viven, que en las sociedades más avanzadas. Y lo mismo se puede decir con respecto a las sociedades primitivas del pasado: los grupos de cazadores y recolectores de la antigüedad, por ejemplo, necesitaban un espacio determinado donde conseguir alimento, por lo que tenían una necesidad de repartirse mucho mejor en el territorio y controlar el número de habitantes y su crecimiento. De hecho, en muchas especies animales y en algunas sociedades primitivas, la lucha por el territorio constituye una forma de control de la población. Es la tesis de algunos demógrafos que ha sido planteada en el libro de Robert Ardrey The Territorial Imperative y que se refiere a la necesidad que tenían los animales y, por extensión, los habitantes de las sociedades primitivas para repartirse el territorio y obtener los recursos que necesitaban para su subsistencia. Este proceso de dispersión de la población, cada vez más raro con la creciente escasez de áreas poco pobladas, se viene repitiendo en la ocupación de nuevas tierras con fines agrícolas, ya que los ocupantes tienen que repartirse el terreno para cultivar sus parcelas. El proceso de ocupación del territorio brasileño con los bandeirantes, especialmente durante los siglos XIX y XX, fue un movimiento progresivo de ocupación de nuevas tierras que podría señalarse como ejemplo.

### Densidad de población
La densidad de población indica la relación estadística entre el número de personas o habitantes que constituyen la población de una zona y la superficie territorial de dicha zona, expresada en el número de habitantes por cada unidad de superficie (km², millas², ha, etc.) y medida generalmente en habitantes por km² (hab./km²).
Las densidades de población según países suelen dar una falsa imagen de como está repartida la población en la superficie terrestre, ya que algunos países muy grandes (como China, Brasil, Estados Unidos, Canadá y otros) presentan, junto a regiones densamente pobladas, otras con una densidad muy baja, como se puede ver al comparar los dos mapas incluidos en el artículo. Se podría decir que de una comparación entre los dos mapas puede surgir una visión más acertada de la forma como se distribuye la población mundial. Y si vemos esa distribución en mapas a gran escala de países pequeños podremos afinar todavía más el concepto de densidad de población, concepto que depende, como casi todos los conceptos en geografía, de la escala geográfica o cartográfica del mapa. En el primer mapa se tiene una visión de la distribución de la población más acertada, ya que esas densidades están referidas a pequeñas áreas o provincias de cada país. En cambio en el segundo mapa, las densidades de población se refieren a todo el país, lo que suele enmascarar las verdaderas concentraciones de población. Así se observa que la densidad en la India es bastante elevada en conjunto pero si se la ve representada en el primer mapa, la mayor parte de la población se encuentra ubicada al norte del país, en lo que constituye el amplio valle del Ganges. Lo mismo se puede decir de China, cuya proporción más elevada de habitantes se encuentra en las cuencas bajas del río YangTse y del río Amarillo o Hoang Ho, es decir, en la parte oriental del país, mientras que el oeste (Mongolia Interior, Tíbet) se encuentra muy poco poblado.

### Población dispersa

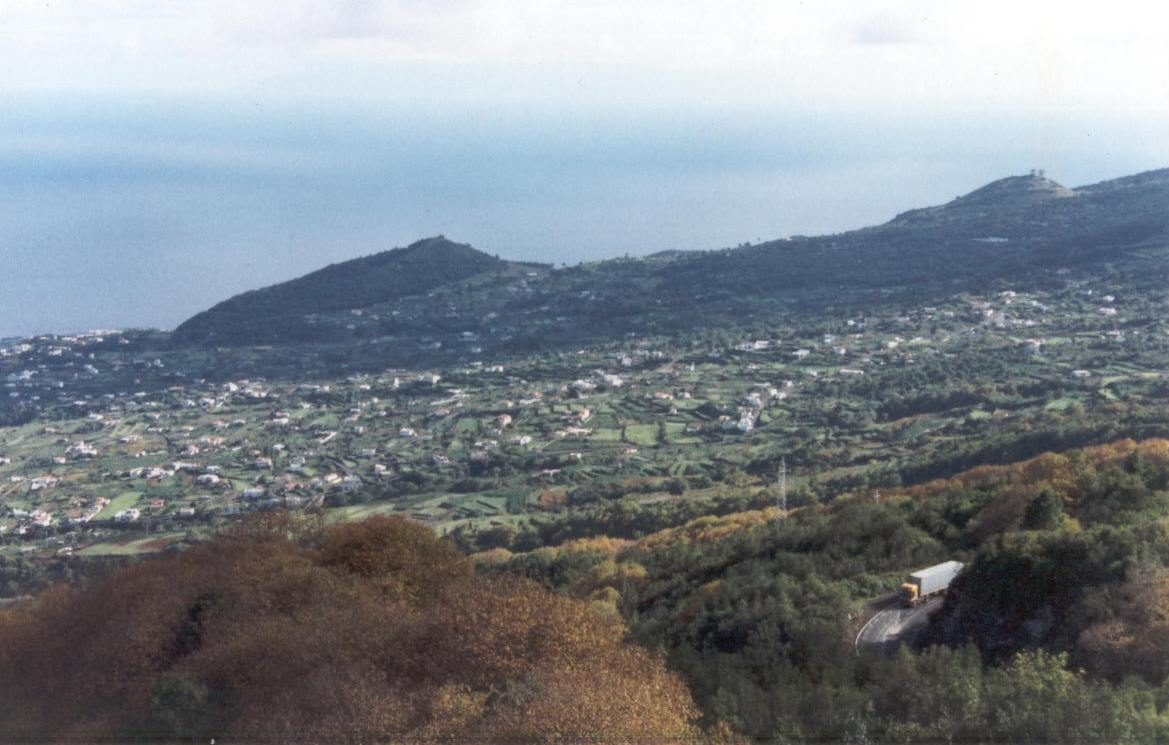
Hábitat disperso, aunque densamente poblado, en el municipio de Breña Alta, Isla de la Palma (Islas Canarias).

Es la población que se establece en un área de poblamiento reciente dedicada a la agricultura pionera. De esta manera se produce un proceso de dispersión de la población, al menos, en los momentos iniciales. Como su única fuente de trabajo es el cultivo del suelo, es necesario que desde un principio, se repartan equitativamente el suelo, con lo que la población, al menos en un principio, no suele tender a la concentración. Sin embargo, con el aumento de la población y de la producción agrícola, esta concentración resulta prácticamente inevitable. Esta es la idea general puesta en relieve por Ester Boserup, para quien el cambio tecnológico de la agricultura se produce al llegar a un punto crítico la tasa de densidad demográfica con lo cual, no solo aumenta la concentración demográfica, sino el desarrollo técnico, el aumento de la producción y, sobre todo, la diversificación de la economía, con el inicio y crecimiento de empresas industriales y de servicios. La población dispersa es una forma del hábitat rural, y constituye el campo de estudio de la geografía rural.

### Población concentrada

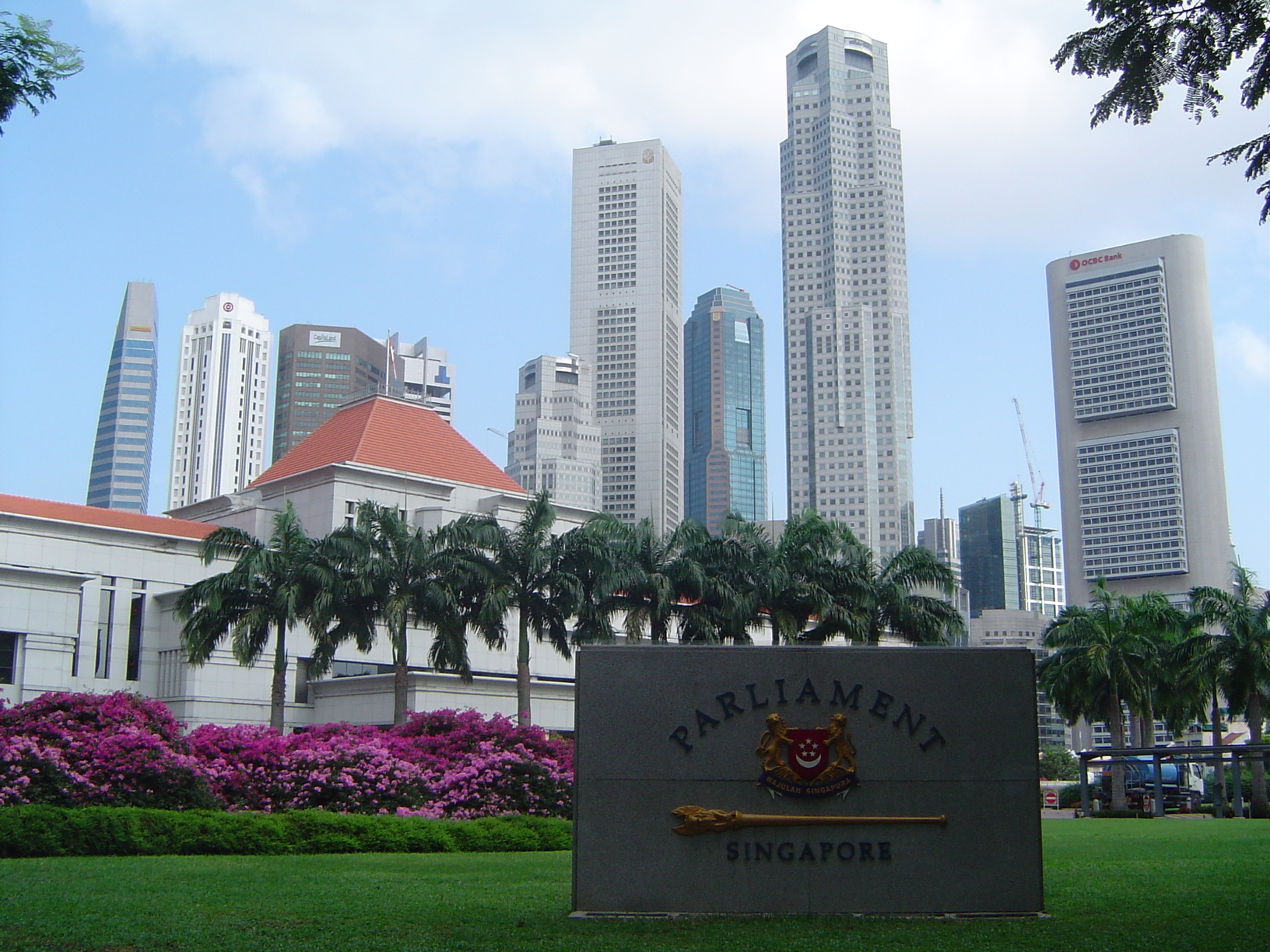
El parlamento de la República de Singapur, con rascacielos de la ciudad al fondo de la imagen.

Se trata típicamente de la población urbana, es decir, de la población que vive en las ciudades y ha venido pasando por un proceso de concentración de la población que da origen a las densidades más elevadas que existen en la actualidad, sobre todo, en los países o estados que están conformados por una sola ciudad, como Singapur, Mónaco o la antigua Hong Kong. Es el campo de estudio de la geografía urbana. La concentración de la población es un proceso que también se ha venido produciendo en el medio rural, al ir creciendo los pueblos y aldeas con el desarrollo de los servicios, escuelas y otras obras de tipo urbano, que hacen más beneficioso el agrupamiento de los habitantes, aunque sigan dedicándose a las tareas agrícolas. Dicho proceso de concentración progresivo es muy fácil de observar en la imagen del municipio de Breña Alta incluido como una ilustración de hábitat disperso aunque tiene una elevada densidad y cada año, con una menor proporción de población dedicada a las tareas agropecuarias. el proceso de emigración de la población rural a las grandes ciudades, conocido como éxodo rural, ha contribuido, por una parte, a la despoblación de muchas localidades principalmente campesinas y, por la otra, a una creciente aglomeración en las ciudades más pobladas, llegando en muchos casos a la formación de barriadas de viviendas no controladas (favelas, ranchos, chabolas, etc.) y al hacinamiento en las viviendas.
La concentración creciente de la población urbana ha venido teniendo dos tipos de factores: unos de atracción por parte de las ciudades: disponibilidad de servicios (educativos, sanitarios, urbanos, ocio y recreación, etc), mayores y más diversas fuentes de trabajo, sobre todo para las mujeres; y otros de rechazo del medio rural (falta de recursos, escasez de empleo, sobre todo para la mujer, escasez o precariedad de servicios educativos, de salud y de asistencia social, etc), ambos actuando de manera simultánea.

### Consecuencias de la desigual distribución de la población
Numerosos estudios sobre la concentración de la población vienen a señalar que esta concentración está aumentando en casi todo el mundo. Es cierto que lo que se conoce como el casco central, zona central o núcleo original de muchas ciudades se encuentra disminuyendo de población en la actualidad, pero ello se hace siempre a cambio del crecimiento en el área de influencia de dichas ciudades, lo que muchas veces se conoce como su área metropolitana. Entre las principales consecuencias de la desigual distribución de la población se pueden citar las siguientes:
- Desequilibrio en la inversión, lo cual viene a acelerar, a su vez, la concentración, dando lugar a un círculo vicioso: una mayor población requiere de mayores inversiones y éstas, a su vez, logran atraer a nuevos inmigrantes.
- Mayor crecimiento, en términos absolutos, de las áreas que ya están densamente pobladas, lo cual acarrea problemas respecto a la dotación de los servicios requeridos, que son mucho mayores en las áreas que ya están más pobladas. Por ejemplo, construir una escuela en una ciudad muy poblada representaría una inversión mucho mayor que en el medio rural, por el elevado costo de los terrenos urbanos, entre muchos otros factores.
- El hacinamiento, con sus consecuencias: promiscuidad, delincuencia, marginalidad, crecimiento de los barrios de viviendas informales, etc.
- Aumento considerable de la contaminación por unidad de superficie en las áreas donde se concentra la población en forma creciente.[12]
- Alteración de la relación población - recursos. Esta alteración se produce por una creciente desigualdad social entre los que más y los que menos tienen, entre la ciudad y el campo, entre los barrios marginales y las urbanizaciones. Sin embargo, todos los problemas de tipo urbano tendrían solución con el tiempo, si se desarrollaran políticas urbanas, rurales, culturales y económicas coherentes y apropiadas.

## Crecimiento de la población

Tiempo transcurrido, en años, para que la población mundial aumente en mil millones de personas.

Las posturas relacionadas con el crecimiento demográfico son altamente ideológicas. Hay quienes piensan que la población debe seguir creciendo de acuerdo con el mandato bíblico Creced y multiplicaos, mientras que otros sostienen tesis antinatalistas, favoreciendo programas de control de la natalidad, de planificación familiar, de la legalización del aborto, etc. Y estas tesis se han llegado a desarrollar en países enteros. Como señala Masseyeff: En este tema, más que en ningún otro, los optimistas (que favorecen las tesis pro-natalistas) y los pesimistas (anti-natalistas) son irreconciliables.

### Características del crecimiento demográfico
- El crecimiento demográfico ha sido siempre un proceso continuo, con algunas interrupciones (La época de la Peste Negra, períodos de guerra generalizada, etc.). Como resulta lógico, el lento crecimiento de la población hasta el siglo XX se debía a que la mortalidad era muy elevada, ya que siempre estaba presente la amenaza de los cuatro jinetes del Apocalipsis (el hambre, la guerra, la peste y la muerte), como se cuenta en la novela de Vicente Blasco Ibáñez.[14] Aunque la trama de la novela se centra en el período de la Primera Guerra Mundial, cuando millones de personas murieron y el número de personas en el mundo descendió durante unos años, la película de Vincente Minnelli se ambientó en la Segunda Guerra Mundial, cuando casi 70 millones de personas murieron principalmente en Europa y Asia.
- Pero fue en la segunda mitad del siglo XX, es decir, después de la Segunda Guerra Mundial, cuando el crecimiento demográfico alcanzó unas proporciones enormes, debido al proceso conocido como control de la mortalidad por el desarrollo de los antibióticos, los avances de la medicina, el tratamiento de muchas enfermedades infecciosas y otros muchos desarrollos. A este proceso de rápido crecimiento de la población se le denominó explosión demográfica. Sin embargo, ha sido ese mismo desarrollo tecnológico lo que ha venido a ocasionar una declinación incipiente de la natalidad aunque cada vez mayor que se conoce como la fase de transición demográfica, término empleado y definido por Warren S. Thompson en 1929 y recogido en una traducción española editada por La Prensa Médica Mexicana en 1969.[15] La mortalidad descendió drásticamente mientras que la natalidad siguió siendo alta. Pero como se ha visto, este proceso de transición demográfica se vio contrarrestado en el tiempo por un descenso de la natalidad que ha vuelto a equilibrar el proceso de crecimiento demográfico a un nivel más bajo.

El crecimiento de la población de un país en un año se establece añadiendo cada año el número de nacimientos y restando el número de defunciones. Se tendría así el crecimiento que antes era conocido como crecimiento vegetativo (crecimiento bruto). A esta cifra hay que sumar el saldo migratorio cuando éste es positivo (mayor inmigración que emigración) y restarlo cuando es negativo (mayor emigración que inmigración). La cifra total se convertiría en el crecimiento demográfico en términos absolutos en un país determinado (crecimiento demográfico neto).

### Natalidad y Fecundidad
Se denomina natalidad al número de nacimientos durante un año en un país o lugar determinados. Este dato se refiere a la natalidad en términos absolutos. Sin embargo, para hacer posible las comparaciones que se realizan en este sentido se habla de la tasa de natalidad, que se obtiene calculando el número de nacimientos por cada cien habitantes de la población en el mismo año (a veces, por cada mil habitantes). Ello significa que una natalidad del 15 por mil corresponde a 15 nacimientos por cada 1000 personas que habitan el país o lugar en referencia (15 º/ºº equivale al 1,5 %).
La fecundidad es un indicador demográfico referido al número medio de hijos por mujer a lo largo de su vida reproductiva. Asimismo, el índice sintético de fecundidad (ISF) es la media de hijos que tienen las mujeres en edad reproductiva en un momento determinado. Hoy la mayoría de los países presentan una tasa de fecundidad por debajo de la tasa de reemplazo (2,1 hijos por mujer), sobre todo, en regiones desarrolladas, como Europa, mientras que en regiones desarrolladas se registran las tasas de fecundidad más altas, como en el África Subsaharina. Los efectos prolongados de una baja fecundidad tienen su reflejo en el volumen y estructura de la población, así como en el envejecimiento demográfico.
Mortalidad
La mortalidad en un país o lugar determinados es el número total de muertes ocurridas en dicho país o lugar en el curso de un año. Es un dato absoluto. Para comparar entre sí varios datos de mortalidad de distintos países se emplearan los datos relativos de la mortalidad, es decir, las tasas de mortalidad, que permitirán visualizar rápidamente las diferencias en cuanto a los datos de mortalidad en lugares distintos.

## Composición de la población
La composición de la población según ciertas características demográficas tiene una importancia fundamental en el campo de la Geografía de la población ya que la información en este sentido resulta crucial para la planificación y organización política y administrativa de cualquier país. Entre estas características se pueden señalar las siguientes:
- Composición de la población según edad y sexo. Esta composición se representa por un gráfico de barras horizontales que representan, en el eje de las abscisas, datos absolutos o porcentajes de la población total, de hombres (a la izquierda) y de mujeres (a la derecha). El eje de las ordenadas representan los distintos grupos de edades, generalmente, de 5 en 5 años (0 a 4; 5 a 9, 10 a 14, etc). Este gráfico, en una situación normal, tiene forma de pirámide, por lo que recibe el nombre de pirámide de población, y tiene la base más ancha (hay más niños) y con barras cada vez más angostas a medida que se asciende hacia la cúspide (edades más avanzadas). En la base siempre hay más niños que niñas por el hecho de que en la especie humana nacen más varones (aproximadamente, 102 o 103 niños por cada 100 niñas). Pero esta situación se invierte a partir de los 60 a 65 años, en que hay muchas más mujeres que hombres por la mayor esperanza de vida de la población femenina.
- Envejecimiento demográfico
- Composición socioprofesional de la población activa
- Composición educativa

## La migración humana
En demografía y en geografía de la población, se denomina migración al movimiento o desplazamiento de los seres humanos sobre la superficie terrestre.
El término migración tiene en este ámbito dos acepciones: una amplia, que incluye a todos los tipos de desplazamientos de los seres humanos, y otra, más restringida, que solo toma en cuenta aquellos desplazamientos que involucran un cambio de residencia de quienes los realizan. Así, en su significado más amplio se incluirían también los movimientos pendulares de la población entre la vivienda y el lugar de trabajo. En geografía de la población, se le da más importancia al concepto restringido del término, mientras que los movimientos pendulares constituyen un tema estudiado en la Geografía urbana.
Cualquier proceso migratorio implica dos conceptos:
- Emigración, que es la salida de personas de un país, lugar o región, para establecerse en otro país, lugar o región. La emigración implica una estimación negativa del nivel de vida de una persona y de su entorno familiar y una percepción de que al establecerse en otra parte aumentarán sus perspectivas económicas, sociales o de otro tipo o, por lo menos, de que sus esperanzas de una vida mejor se harán efectivas en el futuro. Los emigrantes son los que dejan el país en el proceso migratorio, tanto individual como colectivamente.
- Inmigración es la llegada a un país de personas procedentes de otro país o lugar. Se denominan inmigrantes a las personas que llegan a un país procedentes de otras partes.

La forma de migración más importante desde el siglo XIX hasta la época actual es la que se conoce como éxodo rural, que es el desplazamiento muchas veces, masivo, de habitantes desde el medio rural al urbano: millones de personas se trasladan anualmente del campo a la ciudad en todos los países del mundo (sobre todo, en los países subdesarrollados) en busca de mejores condiciones de vida y, sobre todo, de mayores oportunidades de empleo.